# André Martin (homme politique, 1926-1993)
Pour les articles homonymes, voir André Martin et Martin.
André Martin, né le 1er février 1926 à Vichy (Allier) et mort le 7 novembre 1993 à Rouen (Seine-Maritime), est un homme politique français.

## Biographie
Enfant de l’Assistance publique de l’Allier, il s’inscrit à l’École normale de Rouen en 1943 pour devenir instituteur.
Pensionnaire au lycée Corneille à Rouen, il porte secours aux victimes des bombardements, notamment à Sotteville-lès-Rouen, au printemps 1944.
Il se marie le 5 mai 1947 à La Houssaye-Béranger (Seine-Maritime) avec Yvette Niel.
Il est mobilisé de mai 1947 à juin 1948 pour effectuer son service militaire.
Il obtient son diplôme d’instituteur en 1947 et sa famille emménage en janvier 1948 à Montville.
Avec son épouse, Yvette Martin, il anime de 1953 à 1959 une colonie de vacances municipale, « Les Petits Coquelicots ».
Engagé dans la vie locale, il est élu conseiller municipal de Montville en 1953. En 1959, il est élu maire de cette commune, mandat qu'il exercera jusqu’à son décès, soit pendant 34 ans.
André Martin fut président de l'OPHLM (puis OPAC) de Seine-Maritime de 1970 à 1993. Il fut, avec Roger Quilliot, l'un des grands développeurs sur le plan national du « droit à l'habitat » et du « logement social ».
De 1973 à 1978, il est député de Seine-Maritime. Le 3 mars 1993, il devient sénateur de Seine-Maritime, en remplacement de Geoffroy de Montalembert. Le 5 avril suivant, alors vice-président du conseil général de la Seine-Maritime, il en est élu président, après le décès de Jean Lecanuet. 
Il décède à Rouen le 7 novembre 1993. Sa devise était « Faire face ! ».
Il est le père de Pascal Martin, élu premier président du conseil départemental de la Seine-Maritime en 2015.

## Distinctions
- Officier de la Légion d'honneur
- Officier de l'ordre national du Mérite
- Chevalier de l'ordre des Palmes académiques

## Détail des fonctions et des mandats
Mandats parlementaires
- 11 mars 1973 - 2 avril 1978 : Député de la Seine-Maritime
- 3 mars 1993 - 7 novembre 1993 : Sénateur de la Seine-Maritime